# Damir Muminovic
Damir Muminovic (Zaječar, 13 de mayo de 1990) es un futbolista serbio, nacionalizado islandés, que juega en la demarcación de defensa para el Gwangju FC de la Úrvalsdeild Karla.

## Selección nacional
El 20 de noviembre de 2022 hizo su debut con la selección de fútbol de Islandia en un encuentro contra Corea del Sur que finalizó con un resultado de 1-5 a favor del combinado surcoreano tras el gol de Sveinn Aron Guðjohnsen para Islandia, y de Kim Jin-gyu, Paik Seung-ho, Cho Gue-sung, Kwon Chang-hoon y del propio Eom Ji-sung para Corea del Sur.

## Clubes
| Club                    | País     | Año   | Partidos | Goles |
| ----------------------- | -------- | ----- | -------- | ----- |
| Ýmir Kópavogur (cedido) | Islandia | 2007  | 7        | 0     |
| HK Kópavogur            | Islandia | 2008  | 16       | 0     |
| Ýmir Kópavogur (cedido) | Islandia | 2009  | 10       | 2     |
| HK Kópavogur            | Islandia | 2010  | 9        | 0     |
| Hvöt Blönduós (cedido)  | Islandia | 2010  | 9        | 0     |
| Ýmir Kópavogur (cedido) | Islandia | 2011  | 8        | 1     |
| HK Kópavogur            | Islandia | 2011  | 10       | 0     |
| Leiknir Reykjavík       | Islandia | 2012  | 17       | 2     |
| Víkingur Ólafsvík       | Islandia | 2013  | 24       | 2     |
| Breiðablik UBK          | Islandia | 2014- | 251      | 13    |